# Кічигіно (Гагарінський район)
Кічигіно (рос. Кичигино) — присілок Гагарінського району Смоленської області Росії. Входить до складу Родомановського сільського поселення.
Населення — 60 осіб.

## Персоналії
Уродженкою Кічигіно є Кузнецова Ганна Романівна — медична сестра, нагороджена медаллю імені Флоренс Найтінгейл.